# 桑林祭祀
桑林祭祀，是中国起源于商朝时期的的一种祭祀活动，中国是最早种植桑树来养蚕的国家，桑树与中国古代先民的生活息息相关，由于桑叶的再生性和桑葚的多产性，在中国古代“以己感物”、“万物有灵”的思想影响下，桑树就被赋予了丰收和繁衍后代的生殖崇拜，被视为神树、生命之树，于是在采桑之前，举行桑林的祭祀活动。

## 历史

#### 商朝
《吕氏春秋》记载，商汤战胜夏朝夺得天下后，遇上大旱，连续五年绝收，商汤以自己作为祭品在桑林祈雨。

#### 春秋时期
至东周春秋时期，桑林祭祀成为了一种仪式，宋襄公曾用“桑林”仪式接待晋国国君，但晋国国君被仪式吓到，回国后就病了。